# Wohl (Lasörlinggruppe)
Der Wohl, auch Gritzer Kopf, ist ein 2772 m ü. A. hoher Berg in der Lasörlinggruppe in Osttirol, die das Virgental vom Defereggental trennt.

## Lage
Der Wohl liegt an der Gemeindegrenze zwischen Virgen im Norden und St. Veit in Defereggen im Süden. Der Berggipfel befindet sich im Ostbereich der Lasörlinggruppe, benachbarte Gipfel sind die Scheibe (auch Gritzer Bockshorn, 2596 m ü. A.) im Westen und der Gosingkopf (2721 m ü. A.) im Osten. Von der Scheibe ist der Wohl durch das Mullitztörl, auch Virgentörl, (2615 m ü. A.), getrennt. Der lange Südwestgrat des Wohl fällt zum Gritzer Hörndle (2631 m ü. A.) ab, südwestlich liegt zudem der Gritzer See. Nordöstlich befindet sich das Tal des Steinkasbachs, nordwestlich die Gumpenlacke und die Lasörlinghütte. An der Südostflanke des Wohl entspringt der Gritzer Almbach.

## Aufstiegsmöglichkeiten
Der weglose Anstieg führt vom Mullitztörl durch Schrofen und Blockkletterei auf den wenig eigenständigen Gipfel. Von der Lasörlinghütte sind für die knapp 500 Höhenmeter rund 1½ Stunden zu veranschlagen. Zudem ist die Besteigung vom Gosingkopf über den Südwestkamm möglich (I-II).